# Braqueurs amateurs
Pour les articles homonymes, voir Braqueurs.
Pour plus de détails, voir Fiche technique et Distribution.
Braqueurs amateurs ou Les Folies de Dick et Jane au Québec (Fun with Dick and Jane) est un film américain réalisé par Dean Parisot, sorti en 2005.

## Synopsis
Dick est promu vice-président de la communication de la toute-puissante Globodyne Corp. Pour lui et sa famille, c'est la promesse d'un avenir radieux, à tel point que sa femme Jane démissionne aussitôt de son travail.
Leur joie sera pourtant de courte durée. Quelques heures plus tard, Globodyne s'effondre dans un scandale financier. Seul McCallister, le grand patron, s'en sort, avec des indemnités colossales. Pour Dick et Jane, c'est la fin du rêve américain. En quelques jours, ils perdent tout ce qui faisait leur vie, leur belle maison, leurs voitures de rêve et même leurs soi-disant amis.
Aussi désemparé que révolté, Dick décide alors de se montrer aussi peu scrupuleux que son patron. Une fois débarrassés de leur honnêteté, lui et Jane vont découvrir qu'ils ont toutes les chances de regagner ce qu'ils ont perdu, et tant pis s'ils doivent pour cela dépasser les limites.

## Fiche technique
- Titre original : Fun with Dick and Jane
- Titre français : Braqueurs amateurs
- Titre québécois : Les Folies de Dick et Jane
- Réalisation : Dean Parisot
- Scénario : Judd Apatow, Nicholas Stoller et Peter Tolan, d'après le scénario original de Hal Needham, Brock Yates, Jerry Belson, Robert L. Levy (en) et Michael Kane
- Producteurs : Jim Carrey, Brian Grazer, Peter Bart, Jane Bartelme et Max Palevsky
- Sociétés de production : Columbia Pictures et Imagine Entertainment
- Budget : 100 millions de dollars (73,4 millions d'euros)
- Musique : Theodore Shapiro et Curt Sobel (en) (chanson Don't Bossa Me Around)
- Photographie : Jerzy Zielinski
- Cadreur : Daniel Moder
- Montage : Don Zimmerman
- Décors : Barry Robison
- Costumes : Julie Weiss
- Société de distribution : Columbia Pictures
- Pays d'origine :  États-Unis
- Langue originale : anglais
- Format : couleurs - 2,35:1 - DTS / Dolby Digital / SDDS - 35 mm
- Genre : comédie
- Durée : 90 minutes
- Dates de sortie :
  - États-Unis : 21 décembre 2005
  - Belgique : 15 février 2006
  - France et Suisse : 22 février 2006

## Distribution
- Jim Carrey (VF : Emmanuel Curtil et VQ : Daniel Picard[1]) : Dick Harper
- Téa Leoni (VF : Laurence Crouzet et VQ : Anne Dorval) : Jane Harper
- Alec Baldwin (VF : Bernard Lanneau et VQ : Marc Bellier) : Jack McCallister
- Richard Jenkins (VF : Bernard Métraux et VQ : Denis Mercier) : Frank Boscombe
- John Michael Higgins (VF : Patrick Guillemin et VQ : Pierre Auger) : Garth
- Carlos Jacott (VF : Guy Chapelier et VQ : Sylvain Hétu) : Oz Peterson
- Walter Addison (VF : Marcel Guido) : Sam Samuels
- Ralph Nader (VF : Pierre Dourlens) : lui-même
- Angie Harmon (VF : Juliette Degenne et VQ : Joëlle Morin) : Veronica Cleeman
- Richard Burgi (VF : Jean-Louis Faure et VQ : Denis Bernard) : Joe Cleeman
- Gloria Garayua : Blanca
- Michelle Arthur (en) : la secrétaire de Dick
- Luis Saguar : Hector
- Kym Whitley (en) (VF : Laure Sabardin) : la formatrice Kostmart
- Taso Papadakis (VF : Guillaume Lebon) : l'entraineur de Gym
- Ivar Brogger (VF : Bernard Alane) : le scientifique
- Steve Kehela (VF : Jean-Jacques Nervest) : le barman
- Bob Morrisey (VF : Jean-Luc Kayser) : Authorization Officer Spencer
- Kevin Ruf (VF : Nathalie Regnier) : le réceptionniste de Karen Williams
- Dilva Henry (VF : Nathalie Regnier) : la présentatrice météo
- Jorey Bernstein (VF : Marc Alfos) : Hector, le paysagiste (Ficus Guy)
- Steve Seagren (VF : Marc Alfos) : Truck Guy
- Scott L. Schwartz : un employé dans un magasin
- Stephnie Weir : Debbie

## Production

### choix des interprètes
Le personnage de Jane devait être interprété par Cameron Diaz, mais des problèmes d'emploi du temps l'obligèrent à quitter le projet peu après le début de la production.

### Tournage
Le tournage a débuté le 7 septembre 2004 et s'est déroulé à Burbank, Los Angeles et Santa Clarita.

## Bande originale
- Wedding, composé par Randy Newman.
- Sandstorm, interprété par Darude.
- What I Got, interprété par Sublime.
- Time Bomb, interprété par Rancid.
- I Believe I Can Fly, interprété par Frankie V.
- Smooth Operator, interprété par Sade.
- Right Place, Wrong Time, interprété par Dr. John.
- Why Me Lord?, interprété par Johnny Cash.
- Insects Are All Around Us, interprété par Money Mark.
- Uncontrollable Urge, interprété par Devo.
- Insane in the Brain, interprété par Cypress Hill.
- Alive and Amplified, interprété par The Mooney Suzuki.
- Mighty Day, interprété par Bessemer Sunset Four.
- The Best Things in Life Are Free, interprété par Sam Cooke.
- The Wide Window, composé par Thomas Newman.

## Accueil

### Accueil critique
Le film a reçu un accueil critique mitigé par la presse anglophone, obtenant un pourcentage de 29 % sur le site Rotten Tomatoes, basé sur 38 commentaires positifs et 94 commentaires négatifs et une note moyenne de 4.9⁄10 et une moyenne de 47⁄100 sur le site Metacritic, basé sur 8 commentaires positifs, 19 commentaires mitigés et 6 commentaires négatifs.

### Box-office
Au box-office américain, le film démarre à la sixième place, mais prend la troisième place durant deux semaines avec 69 158 552 $, avant de chuter tout en restant dans le top 10 du box-office pendant trois semaines, pour finir son exploitation avec 110 332 737 $ au bout de dix semaines. En France, Braqueurs amateurs a rencontré un demi-succès public avec 554 364 entrées, score à peu près équivalant à Eternal Sunshine of the Spotless Mind et Les Désastreuses aventures des orphelins Baudelaire, sortis en 2004.

## Autour du film
- Braqueurs amateurs est un remake du film Touche pas à mon gazon (Fun with Dick and Jane), réalisé par Ted Kotcheff en 1977.
- Barry Sonnenfeld aurait dû réaliser le film, mais il quitta le projet pour des raisons personnelles.
- Paramount Pictures paya 100 000 dollars à Sony (maison mère de la Columbia), pour interrompre le tournage une semaine, le temps que Jim Carrey fasse quelques apparitions promotionnelles pour Les Désastreuses Aventures des orphelins Baudelaire. D'ailleurs, un morceau de la bande originale de ce dernier, composé par Thomas Newman, apparaît dans la bande originale du film (lors de l'arrivée des services de l'immigration pour les sans-papiers mexicains précisément).
- Lors d'un hold-up (vers la 54e minute), Dick et Jane portent des masques de Bill et Hillary Clinton.